# 奥康奈尔街

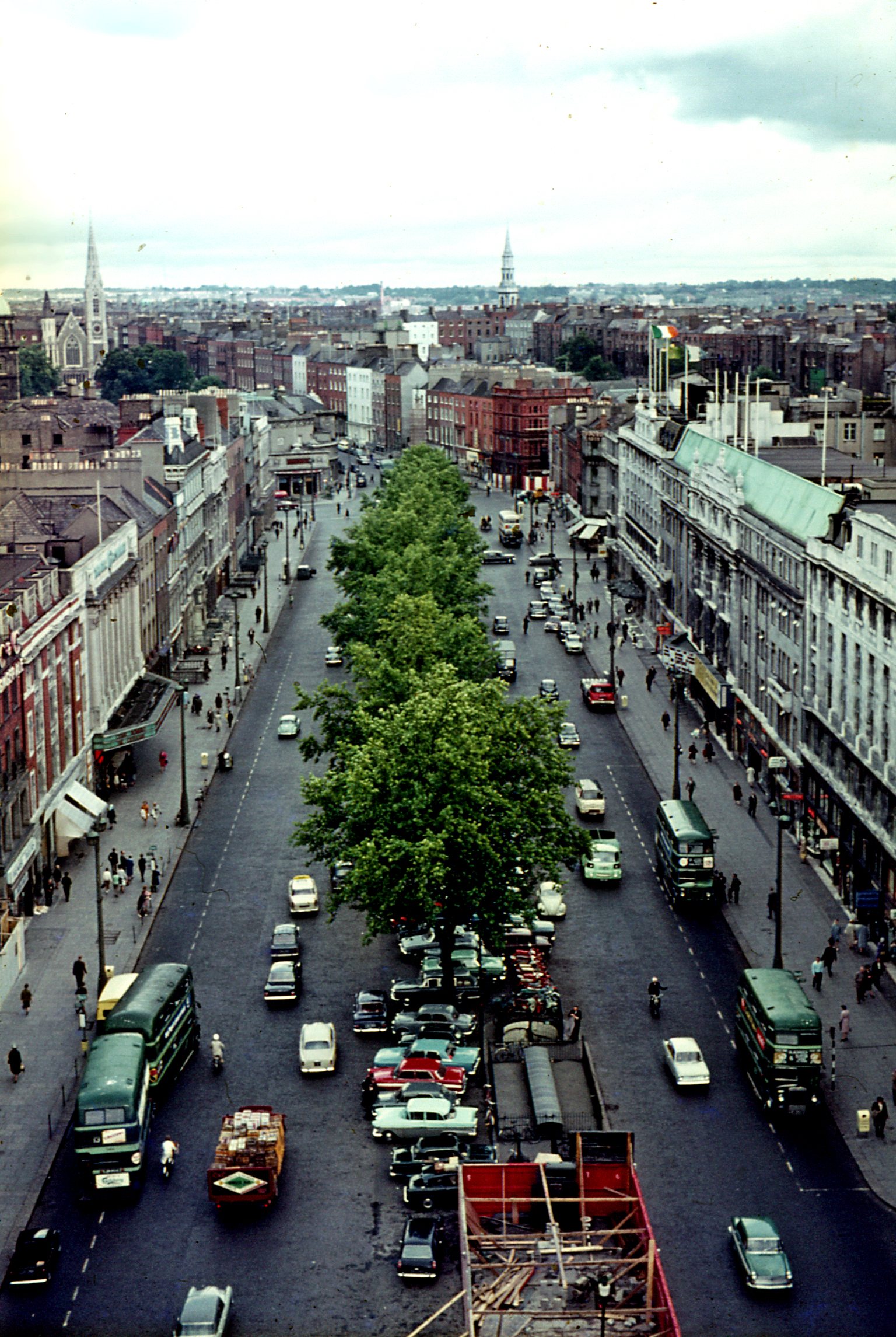
1964年

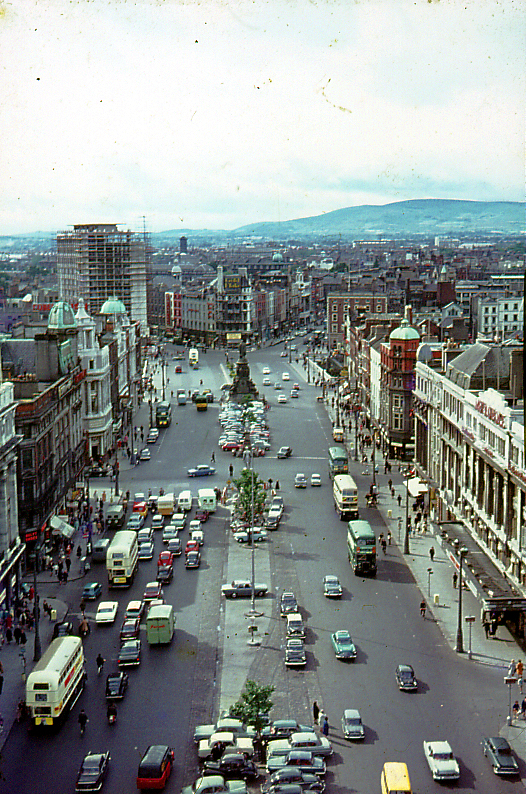
1964年

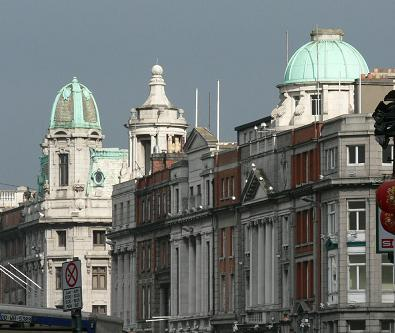

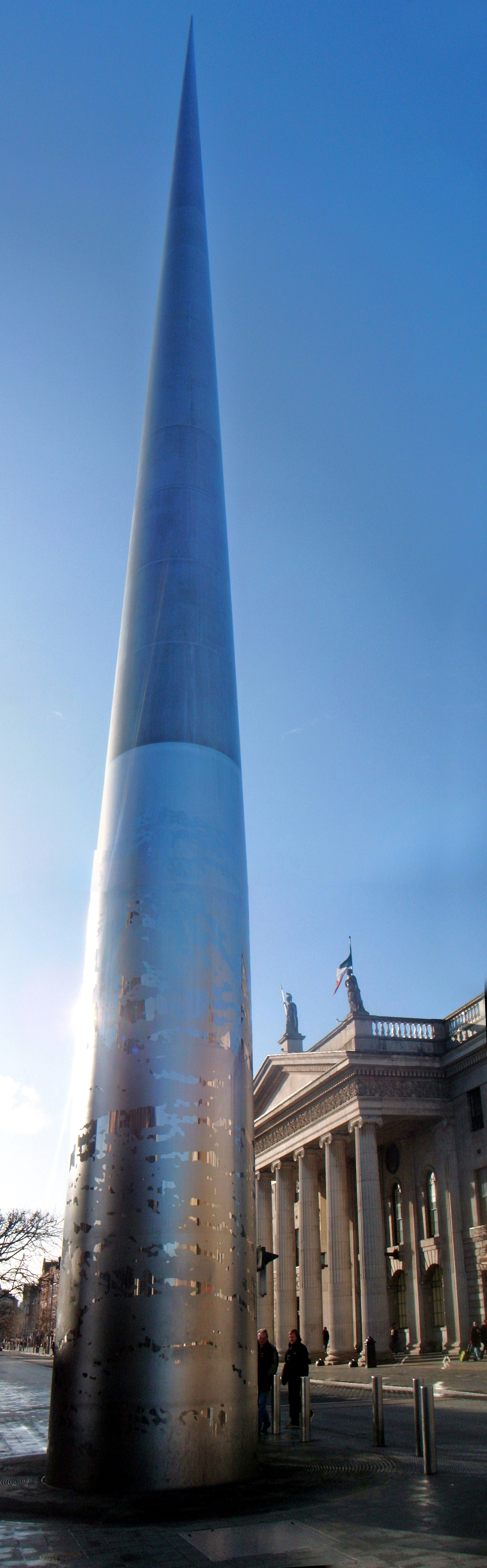
都柏林尖塔

奥康内尔街（英語：O'Connell Street）是都柏林的主要街道，南北走向穿过该市的市中心，开辟于18世纪。其南端利菲河奥康内尔桥头宽49（161英尺），北端宽46（151英尺），长500（1,600英尺）。该街原名萨克维尔街（Sackville Street），1924年以十九世纪初爱尔兰民族主义运动领袖丹尼尔奥康内尔命名 其雕像矗立在街的尽头，面向奧康奈爾橋。
奥康内尔街沿线有许多漂亮的建筑物，是都柏林最壮观的一条商业街，由于在爱尔兰独立斗争和随后的内战中受到广泛的破坏，奥康内尔街很大程度上是在20世纪初重建。
这条街的沿线有爱尔兰许多政治领袖的纪念碑和雕像。最新的公共艺术则是高120（390英尺）的针状不锈钢雕塑都柏林尖塔，建于2003年。
奥康内尔街往往是爱尔兰历史的中心舞台，是1916年复活节起义、1922年爱尔兰内战、1966年破坏纳尔逊纪念柱、和许多公众庆祝活动，抗议和示威活动的背景。今天，该街道为一年一度的圣帕特里克节游行的主要路径。